# Jan Frodeno
Jan Frodeno (Colônia, 18 de agosto de 1981) é um triatleta profissional alemão.
Frodeno cresceu na África do Sul e começou a sua carreira esportista com quinze anos como nadador. Triatleta desde 2000, participa da liga nacional (Bundesliga) e tornou-se membro da seleção nacional da modalidade, conseguindo pódios - entre outros - nos campeonatos nacionais e europeus. Ficou em sexto lugar no campeonato mundial de 2007 da União Internacional de Triatlo (ITU) em Hamburgo e ganhou o título nacional no mesmo ano. Nos Jogos Olímpicos de Verão de 2008 em Pequim venceu o triatlo olímpico levando a medalha de ouro.